# Halowe Mistrzostwa Świata w Lekkoatletyce 2012 – skok o tyczce mężczyzn
Skok o tyczce mężczyzn – jedna z konkurencji rozgrywanych podczas 14. Halowych Mistrzostw Świata w Ataköy Atletizm Salonu w Stambule.
Rozegrany został tylko finał zaplanowany na 10 marca. Minimum kwalifikacyjne do imprezy wynosiło 5,72. W zawodach nie wystąpił obrońca tytułu Australijczyk Steve Hooker.

## Rekordy

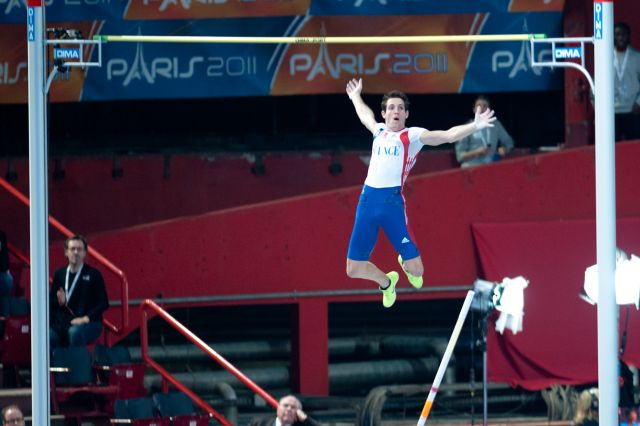
Francuz Renaud Lavillenie – lider światowych tabel w skoku o tyczce

W poniższej tabeli przedstawiono (według stanu przed rozpoczęciem mistrzostw) halowe rekordy świata, poszczególnych kontynentów oraz najlepszy wynik na świecie w sezonie halowym 2012.
| Halowy rekord świata              | Serhij Bubka         | 6,15 | Donieck      | 21 lutego 1993 |
| Rekord halowych mistrzostw świata | Steve Hooker         | 6,01 | Doha         | 13 marca 2010  |
| Lider tabel sezonu 2012           | Renaud Lavillenie    | 5,93 | Nevers       | 18 lutego 2012 |
| Halowy rekord Afryki              | Okkert Brits         | 5,90 | Liévin       | 16 lutego 1997 |
| Halowy rekord Ameryki Południowej | Fábio Gomes da Silva | 5,65 | Linz         | 3 lutego 2011  |
| Halowy rekord Ameryki Północnej   | Jeff Hartwig         | 6,02 | Sindelfingen | 10 marca 2002  |
| Halowy rekord Australii i Oceanii | Steve Hooker         | 6,06 | Boston       | 7 lutego 2009  |
| Halowy rekord Azji                | Igor Potapowicz      | 5,92 | Sztokholm    | 19 lutego 1998 |
| Halowy rekord Europy              | Serhij Bubka         | 6,15 | Donieck      | 21 lutego 1993 |

## Terminarz
| Data          | Godzina | Runda |
| ------------- | ------- | ----- |
| 10 marca 2012 | 17:00   | Finał |

## Rezultaty

### Finał
| Poz | Zawodnik               | Reprezentacja     | 5.50 | 5.60 | 5.70 | 5.75 | 5.80 | 5.85 | 5.90 | 5.95 | 6.00 | 6.02 | Rezultat | Uwagi |
| --- | ---------------------- | ----------------- | ---- | ---- | ---- | ---- | ---- | ---- | ---- | ---- | ---- | ---- | -------- | ----- |
|     | Renaud Lavillenie      | Francja           | -    | xo   | -    | o    | xo   | o    | xo   | o    | x-   | xx   | 5.95     | WL    |
|     | Björn Otto             | Niemcy            | xo   | -    | o    | -    | xo   | -    | xxx  |      |      |      | 5.80     |       |
|     | Brad Walker            | Stany Zjednoczone | -    | xo   | -    | x-   | xo   | -    | xx-  | -    | x    |      | 5.80     |       |
| 4   | Malte Mohr             | Niemcy            | -    | xxo  | -    | o    | -    | xxx  |      |      |      |      | 5.75     |       |
| 5   | Lázaro Borges          | Kuba              | o    | o    | xo   | -    | xxx  |      |      |      |      |      | 5.70     |       |
| 5   | Steven Lewis           | Wielka Brytania   | o    | -    | xo   | -    | xxx  |      |      |      |      |      | 5.70     |       |
| 7   | Konstadínos Filippídis | Grecja            | o    | xo   | xo   | -    | xxx  |      |      |      |      |      | 5.70     |       |
| 8   | Romain Mesnil          | Francja           | o    | -    | xxx  |      |      |      |      |      |      |      | 5.50     |       |
| 9   | Dmitrij Starodubcew    | Rosja             | xo   | -    | xxx  |      |      |      |      |      |      |      | 5.50     |       |
|     | Scott Roth             | Stany Zjednoczone | xxx  |      |      |      |      |      |      |      |      |      | NM       |       |